# La Disparition (roman)
Pour les articles homonymes, voir Disparition (homonymie).
La Disparition est un roman en lipogramme de Georges Perec publié en 1969, qui sur près de trois cents pages, ne comporte pas une seule fois la lettre e, pourtant la plus utilisée dans la langue française.
Partant de sa propre contrainte, le roman décrit les événements tragiques qui suivent la disparition d'Anton Voyl. Les personnages se heurtent sans cesse aux limitations provenant du symbole manquant, et finissent par mourir dès qu'ils s'approchent trop de la vérité.

## Résumés
« La pensée se trouble si l’on tente de résumer le roman » indique d'emblée Ali Magoudi au début de son ouvrage critique sur La Disparition.
Plusieurs approches ont été tentées :
- par la synthèse : « Un drame personnel s’emboîte dans un drame collectif et aboutit à la mort de tous les protagonistes ou presque[2]. »
- par l'argument : « La Disparition est roman d’une disparition qui est la disparition du e, est donc tout à la fois le roman de ce qu’il raconte et le récit de la contrainte qui crée ce qui se raconte[3]. »
- par le contenu : « On y trouvera un florilège de poèmes, une théorie de la production littéraire, un roman policier entrecoupé de pas mal de récits d’aventures, quelques chansons, une comptine, une variation sur le Cantique des cantiques, des lipogrammes dans le lipogramme, un palindrome, plusieurs sagas de vengeance, une mine de calembours, une réécriture lipogrammatique d’un exemple pour manuel de dactylographie, quelques enchâssements narratifs, un compendium de citations, du latin, de l’allemand, de l’anglais, du français châtié, banal, argotique, désuet, cuistre, franglais, inouï, impossible[4]. »
- par l'intrigue : « Les principaux personnages descendent d’une puissante tribu d’origine albanaise qui est composée de vingt-six membres (les lettres de l’alphabet) chacun desquels tend à avoir une descendance nombreuse, parfois même des sixains (le nombre des voyelles). Pour éviter que de successives divisions n’amenuisent le patrimoine commun un strict droit d’héritage est adopté qui instaure le fils aîné en unique héritier, quitte à condamner les cadets à la misère absolue. La sévérité de cette règle entraine d’inévitables injustices sanglantes et des jalousies justifiées qui débouchent sur des luttes intestines et des assassinats multiples susceptibles de conduire à l’extermination et la disparition même du clan. Pour éviter ce danger la descendance est limitée à l’enfant unique et l’obligation pour la famille d’éliminer tout nouveau-né en surplus. La règle est néanmoins enfreinte par une mère qui accouche de trois jumeaux à l’insu de son mari. Deux des nouveau-nés sont donnés à la nourrice qui fuit avec eux. Vingt ans plus tard, quand le père, dénommé le Barbu d’Ankara, découvrira le subterfuge il exécutera la loi qui lui commande de tuer son fils et jurera vengeance sur les deux fugitifs et toute leur descendance[5]. »
- par la reconstitution d'une table des matières[5].

## Intrigue
Deux intrigues semblent entremêlées : une histoire de vengeance, de meurtres et de crimes dont il faut rechercher le coupable, mais aussi les effets parfois fatals de la disparition de la lettre e. Par une telle disposition, La Disparition se présente comme un double roman policier. Cette mise en forme permet d'introduire le dispositif lipogrammatique dans l’intrigue, non seulement par la disparition des personnages, mais aussi en métamorphosant radicalement la lecture en investigation.
Pour Yû Maeyama, si l'intrigue est loin d’être hospitalière pour le lecteur, elle participe de façon exemplaire du polar moderne, mettant en scène une réalité dont le sens éclate ou s’annule.
Cependant, pour Éric Lavallade, « Il y a une autre disparition : celle de l’intrigue. Phénomène récurrent des textes à lourde contrainte, le contenu a tendance à disparaître derrière le contenant, à savoir la contrainte elle-même. Pourtant, il y a une intrigue parfaitement construite dans ce roman, à la fois criminelle, familiale, internationale. Mais celle-ci se dilue dans les récits enchâssés que chaque protagoniste rapporte au sujet de sa propre histoire, ainsi que dans le jeu de nombreuses références littéraires et réécritures. »

## Personnages
Parmi les nombreux personnages mêlés à la disparition d'Anton Voyl, plusieurs se détachent :
- Maximin, qui tue ses frères par des procédés pleins d'imagination, mais en respectant l'ordre alphabétique : d'abord Nicias, puis Optat, Parfait, Quasimodo, Romuald et Sabin.
- Le Barbu d'Ankara[a], qui découvre que l'existence de jumeaux lui a été cachée en violation de la loi du Clan. Il ordonne leur assassinat ainsi que celui de leur descendance.
- Amaury Conson, l'un des jumeaux, qui a oublié son passé. Ses six enfants, Adam, Aignan, Ivan, Odilon, Urbain et Yvon, meurent dans des conditions mystérieuses.
- Arthur Wilburg Savorgnan, l'autre jumeau. Il recherche son frère de Sofia à Ankara et Zurich. Ayant compris la malédiction, il met à l'abri ses enfants en les confiant à d'autres : Anton Voyl à Lord Horatio Voyl à Dublin, Douglas Haig à Clifford, Hassan Ibn Abbou à une mère dont on ne connaît pas le nom, Olga Mavrokordatos à une star déchue nommée Anastasia ; il garde seulement deux de ses fils auprès de lui : Yorick, et Ulrich qui changera de nom par la suite et deviendra Ottavio Ottaviani.

Tous ces personnages ne parviennent pas à se situer, ils ignorent leur filiation. Leur généalogie est bâtarde, incestueuse ou interrompue, ils souffrent d’un non-dit originel et d’une mémoire mutilée.

## Organisation de la narration

### Structure
Le roman est encadré par un Avant-propos et un Post-scriptum.
Claude Burgelin identifie dans le roman une structure en deux parties : l’histoire d’Anton Voyl dans les quatre premiers chapitres puis, « après le blanc du chapitre V, une tout autre histoire se déploie. La recherche d’Anton Voyl le disparu engendre un conglomérat d’histoires de gémellités masquées, de fratries redécouvertes emmêlées à des scénarios de vengeance, comme dans les tragédies antiques. » Cette construction d'un texte cassé où la première partie semble détachée de la seconde se retrouve également dans W ou le souvenir d'enfance et dans Le Voyage d'hiver.

### Titre
S'il s'agit bien entendu de la disparition de la lettre e, David Bellos, le biographe de Perec, fait remarquer que ce terme est également « un euphémisme quelque peu guindé utilisé par l’administration française pour désigner les personnes portées manquantes et présumées mortes ». Un tel Acte de disparition concernant la mère de l'écrivain, Cyrla Perec, née Szulewicz, a été délivré en 1947 par le ministère des Anciens Combattants.
Le titre du roman peut ainsi être lu autant dans le sens littéral comme suppression d’une voyelle que dans le sens plus général de mort renvoyant autant à la mort systématique des personnages qu’à la coupure des origines, à l’effacement des souvenirs d’enfance et à la perte de l’identité.

### Avant-propos
Dans l'Avant-propos est décrite une situation chaotique non datée : « Où l’on saura plus tard qu’ici s’inaugurait la Damnation […] On pillait, on violait, on mutilait. Mais il y avait pis : on avilissait, on trahissait, on dissimulait. Nul n’avait plus jamais un air confiant vis-à-vis d’autrui : chacun haïssait son prochain. »
« Sorte de point aveugle à l’écriture, avant-écrire où se tient une histoire inapprochable », cet Avant-propos ne sera plus jamais évoqué par la suite, le laissant pièce disjointe. « Entre les deux, le lecteur a à mettre un point d’interrogation. Ou trois points de suspension. La Disparition ne s’écrit que parce qu’il y a eu au préalable « la damnation ». Ce qui est lourd de sens. »

### Post-scriptum
Le post-scriptum est le récit de la naissance et de l’évolution de l’écriture de La Disparition, ainsi qu'une tentative de situer l'œuvre dans le paysage du roman français de l’époque.

« L’ambition du « Scriptor », son propos, disons son souci, son souci constant, fut d’abord d’aboutir à un produit aussi original qu’instructif, à un produit qui aurait, qui pourrait avoir un pouvoir stimulant sur la construction, la narration, l’affabulation, l’action, disons, d’un mot, sur la façon du roman d’aujourd’hui. »

### Inscription du lipogramme dans le texte
À la sortie de l'ouvrage, aucune indication du procédé employé n'était fournie. Il revenait au lecteur de comprendre « ce qui avait disparu ». De nombreux indices mettaient cependant le lecteur sur la voie :
- l'inscription, sur la couverture de l'édition originale, d'un énorme « E » ;
- la définition de la chose disparue, « un rond pas tout à fait clos, fini par un trait plutôt droit », qui évoque la forme du e minuscule ; la forme du e majuscule est par ailleurs suggérée à plusieurs reprises sous la forme d'un trident ou d'une patte de canard ;
- le nom de famille du héros principal, qui disparaît mystérieusement à la fin du chapitre 4 : Anton Voyl, qui reprend le mot voyelle privé de ses e. Le héros qui prend la suite s'appelle Amaury Conson (le mot consonne privé du e final) ;
- le fait que le roman comporte 25 chapitres numérotés de 1 à 4 et de 6 à 26 : il manque le cinquième (e est la 5e lettre de l'alphabet du français), ce qui est clairement visible dans l'index en fin de volume ;
- le découpage du livre en six parties (le nombre des voyelles en français), dont il manque la deuxième (e occupe la deuxième place dans la série a, e, i, o, u, y).
- l'évocation, dans le cours du roman, de plusieurs séries de 26 où manque le 5e : Anton Voyl voit dans une bibliothèque 26 livres où manque le tome 5, une course hippique où le cheval no 5 ne prend pas le départ, etc.

### Réécritures
La Disparition est parsemée de réécritures, parfois partielles, parfois complètes, de textes littéraires pour leur faire respecter la contrainte du lipogramme.
Par exemple :
- Booz endormi de Victor Hugo, devenu Booz assoupi. Les vers : Booz s’était couché de fatigue accablé ; / Il avait tout le jour travaillé dans son aire ; / Puis avait fait son lit à sa place ordinaire ; / Booz dormait auprès des boisseaux pleins de blé sont remplacés par : Booz s'assoupissait ; son labour l'accablait ; / Il avait dans son champ accompli son travail ; / Puis avait fait son lit dans un coin familial ; / Booz dormait non loin du grain qu'on amassait.
- Brise Marine de Mallarmé est renommé Bris Marin de Mallarmus, dans lequel La chair est triste, hélas ! et j’ai lu tous les livres se transforme en Las, La chair s'attristait. J'avais lu tous folios.
- Voyelles de Rimbaud, A noir, E blanc, I rouge, U vert, O bleu, voyelles est réécrit en Vocalisations : A noir (Un blanc), I roux, U safran, O azur.
- Moby-Dick de Melville subit de très nombreuses transformations[17].

Ces réécritures étaient nécessaires, ainsi que le souligne Mireille Ribière : « Dans un récit qui, sous peine de se saborder, de précipiter sa catastrophe, ressasse à n’en plus finir l’impossibilité dans laquelle il est de nommer ce qui pourtant le constitue, le recours généralisé à l’emprunt, la convocation de messages préformés offre le moyen de relancer la contrainte générative en lui soumettant de nouveaux matériaux à transformer et à intégrer. »
Mais ce n'est pas la seule raison : « Par la transcription, dans une langue amputée du e, de l’ensemble des corpus, pourvu qu’ils aient été écrits, il se livre à une entreprise de pure création littéraire, censée aboutir au Livre total, purement sonore, tel que le rêvaient Borges ou Flaubert. Comme si Perec rêvait de prendre le monde au mot, à la lettre, ce que Roland Barthes appelle la littéralité. »

## Lipogramme

### Lipogramme et langue
Les 78 000 mots et approximativement 297 000 signes sans la lettre e ont été vus comme une expérimentation littéraire concevant l’écriture comme une exploration de l’inventivité de la langue, davantage que comme le fruit d’une inspiration, aux origines et aux résultats incertains.
Les conséquences de l'utilisation d'un lipogramme sont nombreuses. L’écriture est ainsi forcément réécriture.
- Au niveau de la langue, la réduction du vocabulaire entraîne la multiplication des liens entre les mots. L’expansion du vocabulaire entraîne la multiplication des registres linguistiques.
- Au niveau du texte, le texte, en l’économie de ses éléments, entraîne en même temps son expansion. Il multiplie les liens entre lui et d’autres textes, tendant par là-même à devenir intertexte[20].

Mais « l’essentiel est ailleurs : il ne s’agit pas de forger un reflet mutilé du langage banal, mais de passer avec armes et bagages de l’autre côté du miroir ; car c’est un autre monde qu’instaure le langage lipogrammatique, un monde totalement hanté par la nécessité qui le fonde, un monde où le langage est astreint à ne parler que de lui-même. Il est ainsi constamment – derrière des déguisements transparents comme Amaury Conson ou Anton Voyl – désigné comme unique héros, et n’aura plus qu’une chose à dire, son manque. »
Cependant, les avis sont partagés quant à l'impact de la contrainte lipogrammatique à la fois sur le signifiant et le signifié :
- Pour certains, il y a inadéquation entre les deux : « La complexité de l’intrigue ne permet pas directement de faire signifier le lipogramme, alors même que Perec a cherché à modeler l’histoire sur le procédé et à les faire entrer en résonance. Malgré cette aspiration, une disjonction demeure[14]. »
- Pour d'autres, au contraire, « La Disparition n'est pas une quelconque curiosité littéraire, mais une des rares œuvres peut-être qui réussissent à réaliser le rêve de tout écrivain : l’absolue adéquation de l’écriture à son objet[21]. »

#### Fabrication
Perec n'a pas caché la « jubilation romanesque » causée par l'écriture du roman : « Au bout de quelques semaines d’exercice, on s’aperçoit qu’écrire sans e procure une vraie joie, en ce sens que la contrainte lève tout un système de censure d’approche, de censure de récit. C’est un accès au romanesque. » Il considère La Disparition comme un livre « facile à écrire : la contrainte étant posée, on écrit huit lignes par heure, huit heures par jour, quatre jours par semaine, et puis, au bout d’un an, on a le livre. L’histoire se fait au fur et à mesure, l’écriture se confond avec le projet. »

#### Visibilité de la contrainte
Au sein de l'Oulipo, Jacques Roubaud avait théorisé le fait qu'un livre écrit suivant une contrainte devait parler de cette contrainte.
Claude Burgelin admire : « Le coup de génie de Perec est, bien sûr, d’avoir transformé la règle qui préside à l’élaboration du récit en l’histoire même qui est narrée et d’en avoir jusqu’au bout poussé la logique. »
Mais Perec tempère cet enthousiasme. Il considère avoir été trop loin dans la mise en œuvre de ce principe : « C’est trop systématique. L’artifice formel sur lequel se fonde le livre, la disparition du e, permet de raconter l’histoire mais est frustrant par rapport au bon lecteur. On peut toujours dire : « Oui, c’est un livre sans “e” » ; « Ah ! bon, c’est une farce. » Le lecteur peut avoir l’impression qu’on se joue plus de lui qu’on ne joue avec lui. [...] Dans La Disparition, le procédé était affiché et ça créait, d’une certaine manière, une barrière. »

### Lisibilité
Dans le Post-scriptum, Perec évoque un « fatigant roman ».
Marc Parayre le qualifie «d'édifice à étages, mais sans rez-de-chaussée», en soulignant que rares sont les personnes qui lui ont réellement accordé une patiente lecture intégrale. Il considère La Disparition comme un livre qui « ne s’apparente en rien à une fiction offrant une intrigue limpide rapportée dans un style fluide et une langue simple. Tout ou presque semblerait fait pour égarer un certain type de lecteur et le décourager de continuer. Certes, une signification directe se perçoit bien page à page, épisode après épisode, mais la construction d’un sens global, la perception d’un fil directeur s’avèrent plutôt ardues, et échappent même au lecteur en ne lui permettant guère de suivre confortablement le cours de l’histoire. »

## Thèmes
Yû Maeyama identifie cinq thèmes majeurs dans La Disparition : 1) un travail « artisanal » régi par des règles conscientes, s’opposant aux explorations dadaïstes et surréalistes du hasard ou de l’inconscient ; 2) une dignité accordée au ludique, voire au « gratuit », dans le droit fil de la pensée pataphysique ; 3) l'introduction volontaire d’erreurs dans l’application de la contrainte ; 4) une élaboration lipogrammatique à partir de l’écriture de soi ; 5) l'application sociologique de la contrainte, dont la fonction heuristique se réoriente vers l’exploration du monde.
Mais ce sont plutôt d'autres thèmes qui ont été retenus par la critique.

### Aspect autobiographique
Tout d'abord la description – au travers de la disparition de la mère de Georges Perec à Auschwitz, et à partir de la présence de cette tragédie dans La Disparition – de certains effets de l’Histoire sur le sujet de l’inconscient.
Ce point de vue n'est pas totalement partagé : « Dans La Disparition, Perec quitte l’enceinte autobiographique pour s’engager dans le champ romanesque. Son imagination prend tout son essor, remplit un manque, bâtit un texte où ni la déportation ni les camps d’extermination n’apparaissent. Perec avance masqué, sa prouesse lipogrammatique défile, s’étale page après page. Seules deux courtes évocations renvoient directement à son histoire personnelle. »

#### La dédicace deW ou le souvenir d'enfance
Six ans après La Disparition, Perec publie W ou le souvenir d'enfance, précédé d'une dédicace : « Pour E ».
Un rapprochement a aussitôt été fait, ainsi qu'une lecture homophonique. « L’absence insolite du point invite à une lecture plurielle : Pour E(sther), pour E(la), bien sûr, mais en même temps pour E(ux), c’est-à-dire les parents, ces parents disparus et donc à jamais présents au cœur de l’écriture. E et eux inextricablement liés, absents/présents, eux présents dans ce livre comme la lettre taboue toujours là en filigrane, jamais écrite et sans cesse convoquée par périphrase, métaphore, comparaison ou métonymie. Bref, le lipogramme ou comment dire (comment taire ?) l’indicible. »
Cette interprétation s'est longuement imposée, au point d'en devenir « une doxa. » Mais elle est remise en question : « La dédicace de W, “Pour E” renvoie par antonymie au roman “sans E” et dit en même temps la nécessité de la récupération de toutes les lettres pour la reconstruction de la mémoire. C’est surtout par ce biais structural fort que La Disparition semble trouver son inscription dans la problématique de la mise en discours de la mémoire chez Perec, davantage qu’à travers l’homophonie “E disparu/eux disparus”. »

### La Shoah
Ali Magoudi considère que l'unique thème de La Disparition est la Shoah, l'extermination systématique des juifs par l'Allemagne nazie, avec une particularité : le thème central du roman est aussi absent du livre que la lettre e. Pour lui, « La Disparition constitue un document clinique unique, révélateur des effets de la Shoah sur les individus et leurs descendants, un roman révélateur des effets sur le lien social et sur la généalogie. L’auteur construit un écran romanesque qui masque totalement son passé. Paradoxe : l’horrible souvenir n’est pas derrière le masque, c’est le masque lui-même qui exprime l’horreur, comme la souffrance dévoile la tragédie. Ni derrière le texte ni au-delà du texte ne sont à évoquer pour comprendre ou interpréter. »
Cette lecture est largement contestée :
- « La Disparition n’est pas une mise en parabole – cette parabole fût-elle canularesque – du génocide des Juifs. Mais la fiction qu’invente Perec disjoint, déplace, réélabore des éléments venus de cette histoire-là. Vouloir éliminer un peuple de la surface de la terre part d’un projet aussi insensé que de vouloir éliminer une lettre de l’alphabet. L’histoire du génocide est prise ici à revers. Devant la folie nazie, Perec a eu un rire au-delà du rire. Seule une sorte de vis comica, de comique qui aille jusqu’au bout de violence, pouvait donner toute sa mesure à ce qu’il y avait d’insensé, d’absurde au milieu même du terrifiant[39]. »
- « La Disparition n’est pas un roman sur la Shoah, ni un roman sur la judéité. À vouloir la lire ainsi, on limite l’œuvre de Perec à une forme de commémoration intime[40]. »
- « Pour certains, désormais, La Disparition équivaudrait à une allégorie de la Shoah et seulement à cela. Si cette interprétation s’est maintenant installée sur le devant de la scène, cette approche univoque occulte trop souvent le jeu sur le langage qui parcourt le texte[41]. »

### Critique des interprétations
Pour Marcel Bénabou, les interprétations ne peuvent être univoques, et ne s'excluent pas forcément les unes les autres : « En fait de clés, on a eu droit depuis vingt ans à tout un trousseau : la clé sociologique ; la clé autobiographique, la clé oulipienne, la clé juive, la clé métatextuelle. Tout un cliquetis donc de clés hétéroclites propres à rebuter l’aspirant exégète. […] Chaque « inventeur » de clé se presse d’ériger la sienne en passe-partout, quitte à forcer un peu certaines serrures qui ont le mauvais goût de résister. »

### Une autre disparition
Stella Béhar faisait remarquer, en 1995, que l'une des conséquences qui découlent de la contrainte est la difficulté à désigner le féminin. Car « en choisissant de supprimer la lettre la plus courante du lexique français, Perec certes réalise une extraordinaire performance qui, à côté de l’intention ludique, représente une critique de la langue, une libération du logos. Toutefois, cette performance libératrice à maints égards s’avère mutilatrice. C’est un ordre masculin qui est décrit dans la saga des familles, un ordre patriarcal dont la descendance est essentiellement masculine. Un ordre meurtrier qui conteste une des fonctions fondamentalement féminines, celle de la procréation. Ce e innommé et innommable, mais cause de tout ce qui arrive, représente le féminin que Perec devait bannir du procès littéraire pour que soit possible le jeu lipogrammatique. Dans ce texte où le e est absent, la grande disparue est bien la femme. » Cette critique n'a jamais été reprise ou développée.

## Réception
L'accueil critique fut plutôt mitigé : si la prouesse lipogrammatique suscite un étonnement souvent admiratif, les enjeux de l’entreprise en revanche sont plus mal perçus et l’ouvrage classé au rayon des exercices de style. Les Lettres françaises considèrent que « l'insolite à haute dose devient monotone. » Pour L'Express, La Disparition est un livre qui ouvre des perspectives, mais n'aboutit nulle part. Les Échos trouvent l'intrigue policière « longue et lassante. » Le critique des Nouvelles littéraires, R.-M. Albarès, est resté célèbre pour n'avoir pas remarqué la suppression du e, et considéré le roman comme un écho de l'affaire Ben Barka.
La reconnaissance vint plus tard. Par exemple, à l'occasion d'une réédition, Libération qualifie le roman de « texte capital où le statut de la contrainte est autant esthétique qu'éthique. »

## Traductions
La traduction d'un tel roman lipogrammatique pose des questions différentes selon la langue cible.
- En anglais, coexistent quatre traductions. Celle de Gilbert Adair, A Void a été publiée en 1995. Celles de John Lee, Vanish'd ! [50] de Ian Monk, A Vanishing, et de Julian West, Omissions, n'ont pas été publiées. John Lee s'est livré à plusieurs reprises à une description très détaillée des problèmes générés par une telle traduction en anglais[51],[52]. L'étude détaillée des différences entre les textes d'Adair et Lee fait ressortir deux parti-pris de départ très différents[53].
- Les traducteurs espagnols ont opté pour une traduction sans a. L'un d'eux, Hermes Salceda, a expliqué ce choix : « S'attacher à transposer en espagnol les contenus fictionnels du texte de Perec, c'est situer sur le plan du contenu la valeur poétique de l'ouvrage aux dépens de ses aspects matériels ; à l'inverse, essayer de réécrire La Disparition sans la lettre a, c'est reconnaître l'importance de la contrainte dans l'original et en accepter les conséquences[54]. »

Le roman a été traduit en allemand sous le titre Anton Voyls Fortgang, en espagnol sous le titre El secuestro, en italien sous le titre La scomparsa et en néerlandais sous le titre  	't Manco.

## Complément
Quelques mois après la publication en mars 1969 de La Disparition, Perec publie une forme de complément théorique : L'Histoire du lipogramme paraît en juin-juillet dans la revue Les Lettres nouvelles. Il y rappelle que, même moqués, les maniérismes formels ont existé de tous temps et ont parcouru toute la littérature occidentale. Pour lui, la suppression de la lettre, du signe typographique, du support élémentaire, est « une opération plus neutre, plus nette, plus décisive, quelque chose comme le degré zéro de la contrainte, à partir duquel tout devient possible. »

## Postérité
En 2012, pour les 30 ans de la mort de Perec, l'artiste Christophe Verdon a installé une fausse plaque de rue avec l'inscription « place Georges Perec » sans les e (soit « plac G org s P r c »), en référence à La Disparition ; elle a été accrochée au mur du Café de la mairie, place Saint-Sulpice, dans le 6e arrondissement de Paris, car c'est là que Perec a écrit Tentative d'épuisement d'un lieu parisien.

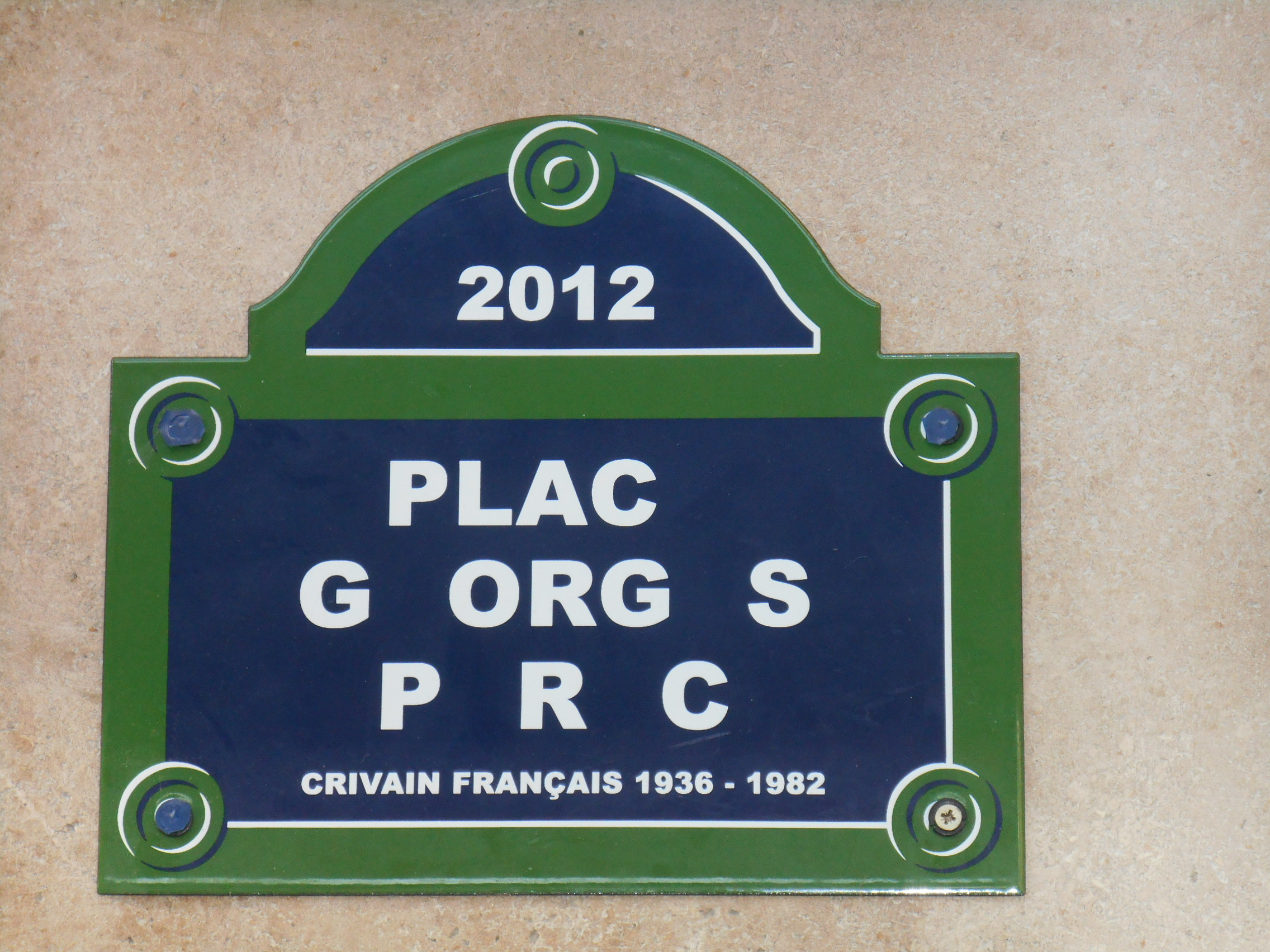
Fausse plaque « place Georges Perec ».

De très nombreux écrivains, membres de l'Oulipo comme Georges Perec, ou pas, ont inclus dans certaines de leurs œuvres des hommages à La Disparition. Citons Jacques Jouet (dans un texte intitulé L'Imitation), Pierre Jourde, Hervé Le Tellier ou Jacques Roubaud.

## Éditions
- Édition originale : Denoël, collection Les Lettres nouvelles, 1969, 320 p[c].
- Réédition : Gallimard, collection L'Imaginaire, 1989, 319 p.  (ISBN 2-07-071523-X) Dans un article publié par Télérama n°2807, du 29 octobre 2003, Sébastien Bailly signale que la lettre e fit une apparition inattendue à la page 119 de l'édition d'avril 2003. On pouvait en effet y lire - vers 4 -  le texte fautif "Booz dorme non loin du grain qu'on amassait." au lieu du texte original "Booz dormait non loin...". L'enquête visant à identifier le responsable de cette apparition inopinée autant qu'incongrue est toujours en cours[56].
- Le manuscrit, comprenant quelques e étourdis, est proposé à la vente en novembre 2024 par la famille de Suzanne Lipinska, à qui il avait été offert[57].

### Traductions
- (de) Anton Voyls' Fortgang (Eugen Helmlé, 1986)
- (en) A Void (Gilbert Adair, 1995) ; Vanish'd! (John Lee) ; A Vanishing (Ian Monk) ; Omissions (Julian West) qui ne contiennent pas de « e »
- (it) La scomparsa (Piero Falchetta, 1995)
- (es) El secuestro (Marisol Arbués, Mercé Burrel, Marc Parayre, Hermes Salceda, Regina Vega, 1998) qui ne contient pas de « a »
- (sv) Försvinna (Sture Pyk, 2000)
- (ru) Istchezanie (Valéry Kislov, 2005) qui ne contient pas de « o »
- (tr) Kayboluş (Cemal Yardımcı, 2005)
- (nl) 't Manco (Guido van de Wiel, 2009)
- (ja) En-metsu (煙滅, Shuichiro Shiotsuka, 2010) qui ne contient pas le son « i »
- (ro) Dispariția (Serban Foarta, 2010)
- (hr) Ispario (Vanda Mikšić, 2012) qui ne contient pas de « e »
- (pt) (Brésil) O Sumiço (Zéfere, 2015) qui ne contient pas de « e »
- (ca) L'eclipsi (Adrià Pujol Cruells, 2017) qui ne contient pas de « a »
- (pl) Zniknięcia (René Koelblen et Stanisław Waszak, 2022) qui ne contient pas de « e »
- (fi) Häviäminen (Ville Keynäs, 2023) qui ne contient pas de « a »

## Antithèse
- Les Revenentes, (1972). Ce texte de Georges Perec, publié trois ans après La Disparition, est un monovocalisme en e, c'est-à-dire qu'il est écrit en n'utilisant que la lettre « e » comme voyelle.

### Ouvrages critiques
- Ali Magoudi, La Lettre fantôme, Les Éditions de minuit, 1996 (ISBN 978-2-7073-1575-5)
- Hermes Salceda, Clés pour La Disparition de Georges Perec, Brill/Rodopi, Faux titre no 243, 2018.
- Maxime Decout (dir.) et Yu Maeyama (dir.), La Disparition, 1969-2019 : un demi-siècle de lectures, Cahiers Georges Perec, vol. 13, Bordeaux, Le Castor astral, 2019.  (ISBN 979-10-278-0233-3)
- Claro, Une seule lettre vous manque, L'Œil ébloui, 2024 p. (ISBN 978-2-490364-41-1)

### Thèses
- Marc Parayre, Lire La Disparition de Georges Perec, Toulouse 2, 1992. Lire en ligne.
- Yû Maeyama, La Disparition de Georges Perec : la contrainte oulipienne et ses vertus, Université Sorbonne Paris Cité, 2017. Lire en ligne.

### Articles critiques
- Stella Béhar, Georges Perec : La Disparition. Des manipulations pour occulter le réel, Paroles Gelées (UCLA French Studies), Vol. 6, 1988.
- Stella Béhar, Georges Perec : écrire pour ne pas dire, Currents in Comparative Romance Languages and Literatures, Peter Lang, 1995.
- Rabâa Ben Achour-Abdelkéfi, Jeu et enjeu de la métamorphose dans La Disparition de Georges Perec, in De Perec etc., derechef. Textes, lettres, règles et sens. Mélanges offerts à Bernard Magné, Éditions Joseph K, 2005,  (ISBN 2-910686-46-9).
- Claude Burgelin, Le silence de Perec, in Relire Perec, actes du colloque de Cerisy, La Licorne 122, Presses Universitaires de Rennes, 2016.
- Andrée Chauvin, La Saga du scriptural : occultations, duplications. (réécritures dans la Disparition de Georges Perec), Annales Littéraires de l'Université de Besançon, Les Belles Lettres, 1987.
- Hans Hartje, Cherchez l'intrus : l’Élu dans La Disparition, in Figures de l'exclu. Actes du colloque international de littérature comparée, Université de Saint Étienne. 1999.
- John Lee, Brise ma rime, l'ivresse livresque dans la Disparition, Revue Littératures no 7, Printemps 1983, Université de Toulouse-Le Mirail,  (ISSN 0563-9751).
- Warren F. Motte Jr, Jeux mortels, in Études Littéraires : Georges Perec : écrire/transformer, Université de Laval., Québec, vol 23. no 1-2, été-automne 1990,  (ISSN 0014-214X).
- Marc Parayre, Disparition - en onze lettres, bien sûr ! in De Perec etc., derechef. Textes, lettres, règles et sens. Mélanges offerts à Bernard Magné, Éditions Joseph K, 2005,  (ISBN 2-910686-46-9).
- Marc Parayre, Formes de l'énigme dans La Disparition de Perec, in Écrire l'énigme, Presses Universitaires de Paris-Sorbonne, 2007,  (ISBN 978-2-84050-529-7).
- Mireille Ribière, « Maudit Bic ! » ou la maldiction, in Études Littéraires : Georges Perec : écrire/transformer, Université de Laval., Québec, vol 23. no 1-2, été-automne 1990,  (ISSN 0014-214X).
- Hermes Salceda, La Reconstruction de la mémoire dans La Disparition, 2011. Lire en ligne
- Hermes Salceda, Contrainte et mémoire dans La Disparition, in Relire Perec, actes du colloque de Cerisy, La Licorne 122, Presses Universitaires de Rennes, 2016. (ISBN 978-2-7535-5053-7)
- Yü Maeyama, « Les notes préparatoires à La Disparition de Georges Perec », Le Cabinet d’amateur. Revue d’études perecquiennes,‎ 1994, p. 58 (lire en ligne, consulté le 26 mai 2019).
- Yû Maeyama, « Les notes préparatoires à La Disparition de Georges Perec, genèse de la saga d'une famille brisée », dans Relire Perec, actes du colloque de Cerisy, La Licorne 122, Presses Universitaires de Rennes, 2016 (ISBN 978-2-7535-5053-7).
- Marc Parayre, « LA DISPARITION : Ah, le livre sans e ! EL SECUESTRO : Euh... un livre sans a ? », Formules, Éditions L'Âge d'Homme, no 2,‎ 1998, p. 61 (ISSN 1275-7713, lire en ligne, consulté le 25 mai 2019) (analyse de nombreux passages de La Disparition et des problèmes de leur traduction en espagnol)